# Кенред (король Мерсии)
Кенред (англ. Cœnred, Cenred, Coinred, Kenred) — король Мерсии в 704—709 годах. Сын Вульфхера и Эрменхильды Кентской. Брат святой Вербурги.

## Биография
Вероятно, на момент смерти отца в 675 году Кенред был ещё слишком молод, а потому занял трон лишь после отречения своего дяди Этельреда в 704 году. В «Англосаксонской хронике» упоминается, что Кенред ещё в 702 году стал «королём южных умбров» (лат. rex Southumbrians), однако значение этого термина неясно.
Никаких сведений о продлившемся всего четыре года правлении Кенреда не сохранилось. Единственное известное его деяние состоит в том, что он вместе с королём Эссекса Оффой поменял королевскую корону на монашеский клобук. Оффа прибыл ко двору Кенреда, чтобы просить в супруги его тётку, дочь короля Пенды Кинизвинту. Однако та сумела так искусно поступить с ними, что склонила их обоих принять монашеский чин и ехать в Рим для пострижения от самого папы Константина. Кенред пребывал там до конца своих дней, но дата его смерти неизвестна.
Имя Кенреда засвидетельствовано в нескольких хартиях, предоставляющих землю, в частности епископу Лондона Вальдхеру, аббатисе Вустера Катсвит и аббатству Эвешем.